# پیلین چاکوتاورن
پیلین چاکوتاورن (به تایلندی: ปานปรีย์ พหิทธานุกร) (زاده ۱۹۵۶) سیاست‌مدار، صنعتگر و مدیر اجرایی تایلندی است، که در حال حاضر به‌عنوان مدیرعامل شرکت نفت پی‌تی‌تی فعالیت می‌نماید. پی‌تی‌تی هم‌اکنون بزرگترین شرکت در تایلند به‌شمار می‌آید و در سال مالی ۲۰۱۳ درآمدی بالغ بر ۸۵ میلیارد دلار داشته است.